# The BVA Family
 (décembre 2020).
Si vous disposez d'ouvrages ou d'articles de référence ou si vous connaissez des sites web de qualité traitant du thème abordé ici, merci de compléter l'article en donnant les références utiles à sa vérifiabilité et en les liant à la section « Notes et références ».
Pour les articles homonymes, voir BVA.
The BVA Family est un groupe expert indépendant des études, du conseil et de la data, expert en sciences comportementales. The BVA Family fait partie du top 20 des acteurs du secteur au niveau mondial.

## Histoire
Créée en 1970 par Michel Brulé et Jean-Pierre Ville, qui donnent leurs noms à la société : « Brulé, Ville et Associé », BVA se spécialise d'abord dans l'automobile puis dans les panels agricoles[réf. nécessaire]. La société se développe ensuite dans la grande consommation, puis dans les sondages d'opinion dans les années 1980 grâce à l'élection de François Mitterrand. À partir de 2002, la société a développé de nouvelles spécialités à travers des acquisitions : les nouvelles technologies d'information et de communication  (Actudes Interviews), le comportement du consommateur (In Vivo), les études qualitatives (Reason Why) ou la santé (EO/Consult)[réf. nécessaire]. Les investisseurs ayant permis ce développement important se succèdent donc à partir des années 2000 avec Résalliance Conseil et Edmond de Rothschild Investment Partners, puis Ixen en 2007. La direction de BVA reprend le contrôle de l'entreprise en 2010 pour céder l'actionnariat principal au fond Montefiore Investment en 2013.
In vivo BVA fusionne en 2016 avec l'institut de sondage concurrent américain Perception Research Services (PRS), ce qui permet de réaliser théoriquement 150 millions d'euros de chiffre d'affaires dans le domaine de la consommation et du marketing.

### 1970-2000: Le développement du champion français
L’histoire de The BVA Family démarre en France en 1970.
Michel Brulé et Jean-Pierre Ville, collègues au sein de l’institut IFOP, ont tissé des liens amicaux et professionnels forts et partagent l’envie de voler de leurs propres ailes. En 1970, ils créent leur propre institut, et lui donnent leur nom : « Brulé-Ville Associé », soit l’acronyme BVA. En quelques années, l’institut se spécialise sur des marchés de niche : l’agriculture ou l’automobile et se crée un nom en mettant au point des méthodologies innovantes.
10 ans après sa création, BVA compte déjà 70 salariés. L’institut se lance dans les études politiques et fera son premier coup d’éclat en 1981, en étant le premier à prévoir la victoire de François Mitterrand à l’élection présidentielle. En 1988, Jean-Marie Le Pen, à qui BVA prévoit une défaite lors des élections législatives dans les Bouches-du-Rhône, défie Michel Brulé sur le plateau du 20 heures, et parie que son parti sortira vainqueur des élections contre un chèque de cent mille francs. Michel Brulé relève le défi, qu’il gagne… Et reverse intégralement le montant du chèque touché à l’Institut Pasteur.

### 2013:  la transformation
BVA, pionnier en France dans l’utilisation des sciences comportementales pour accompagner le changement des comportements, développe la BVA Nudge Unit, créée par Eric Singler en 2013. La direction générale des finances publiques fait appel à la BVA Nudge Unit pour encourager les Français à déclarer leurs revenus en ligne plutôt que par les formulaires papier.
Au-delà du nudge, la décennie est marquée par une diversification de BVA sur des métiers complémentaires aux études : le "mystery shopping", le "design thinking", le conseil, la communication, le "quality monitoring"… BVA poursuit sa politique de croissance externe avec au total 11 acquisitions au cours de la décennie.
Certaines de ces acquisitions ont lieu à l’international, notamment aux États-Unis (PRS, leader en grande consommation), en Grande-Bretagne (BDRC) ou en Italie (Doxa). Un pari gagnant qui étend les frontières de l’entreprise sur le plan des expertises comme sur le plan géographique : à la fin de la décennie, BVA réalise près de la moitié de son chiffre d’affaires à l’international, et compte près de 1000 salariés dans le monde.
En 2013, Montefiore Investment prend le contrôle de BVA.
En 2017, les 51 % du capital détenu par Montefiore Investment sont repris par Naxicap Partners, filiale du groupe bancaire Natixis, spécialisée dans la gestion des fonds communs de placement à risque (PCPR).
BVA, est sollicité en 2017 « pour donner un coup de pouce à la campagne d'Emmanuel Macron, travailler sur le site internet, en encourageant les adhésions et les dons ». « Chaque note de BVA est facturée entre 2 500 et 5 000 euros ».

### 2020-2021: redressement judiciaire, reprise et déprise
Pourtant BVA est déclaré en cessation de paiements le 15 mai 2020. Une procédure de redressement judiciaire est ouverte le 5 juin.
Au total, 500 emplois sont menacés par cette procédure. Parmi les intéressés pour reprendre BVA, quatre offres ont été transmises au tribunal de commerce de Toulouse. La première émane des salariés du groupe et du management actuel qui ont appelé leur offre XPage et prévoit le maintien de la totalité des emplois au sein du groupe. La seconde offre est effectuée par le fonds d'investissement britannique Alcentra "qui possède alors une créance de 140 millions d'euros sur BVA". Un entrepreneur toulousain a également déposé une offre ainsi que l'entreprise Norbert Dentressangle, propriétaire de l'Ifop. Le tribunal de commerce de Toulouse se prononce le 15 septembre 2020 pour l'offre d'Alcentra. Le procureur général  fait appel et le jugement  attribuant BVA au fonds Alcentra est annulé. Le PDG Gérard Lopez, associé à la banque Natixis et aux cadres de l'entreprise, reprend le contrôle".

### 2023: nouvelle identité
Suite du redressement judiciaire, BVA Group se renomme The BVA Family avec une déclinaison pour l'ensemble des marques. BVA France devient BVA Xsight avec comme slogan "Vous allez comprendre".

## Activité, rentabilité, effectif
|                                           | 2014 | 2015 | 2016  | 2017  | 2018 | 2019 |
| ----------------------------------------- | ---- | ---- | ----- | ----- | ---- | ---- |
| Chiffre d'affaires en millions d'euros    | 67   | 66   | 50    | 54    | 59   |      |
| Résultat net en millions d'euros (+ ou -) | -3,3 | -0,4 | + 2,6 | - 1,7 | - 11 |      |
| Effectif moyen annuel                     | 270  | 244  | 204   | 217   | 237  |      |